# Volby do Místního národního výboru v Táboře 1946
Volby do Místního národního výboru v Táboře proběhly 26. května 1946 a byly současně volbami do Ústavodárného národního shromáždění. Táborští občané v nich volili nový parlament a na základě výsledků těchto voleb bylo určeno složení MNV. Volební účast přesáhla 97% a celkem odvolilo 12 346 voličů.

## Dění před volbami

### Události v květnu 1945
Ilegální národní výbor v Táboře vznikl na konci války, vedl jednání s Němci a místní správou. Od 5. května probíhala evakuace německých vojsk přes Tábor, poslední Němci město opustili dva dny poté. 9. května dorazila do města Rudá armáda a bylo zveřejněno doposud utajované složení výboru. Do jeho čela byl v nepřítomnosti postaven dlouholetý předválečný starosta města Václav Soumar, jeho prvním náměstkem se stal Gustav Burian, oba příslušníci strany národně-socialistické. Soběslavská ulice byla přejmenována na Třídu Rudé armády a Třída Čsl. legií na Třídu maršála Stalina. Tábor v červnu navštívili premiér Zdeněk Fierlinger a prezident Edvard Beneš. Do začátku června bylo v Táboře vyšetřováno 351 osob z kolaborace.

### Prozatímní MNV
Dne 19. června bylo dohodnuto nové složení Místního národního výboru, kde měli národní socialisté 10 zástupců a komunisté, sociální demokraté i lidovci po devíti. V dvanáctičlenném výboru MNV měla každá strana 3 zástupce, mezi něž bylo rozděleno 16 portfolií pro správu města; komunisté dostali bezpečnost, byty, kulturu a vydávání osvědčení o národní spolehlivosti.  Předsedou zůstal Václav Soumar, ten se ale již 16. července vzdává funkce kvůli vážné nemoci, kterou si přivezl z koncentračního tábora Buchenwald. Za jeho nástupce byl zvolen František Sivera, též člen ČSNS.

### Politický život ve městě
5. srpna byly v čelkovických lázních zahájeny politické přednášky KSČ a 11. září se ustavuje Svaz přátel SSSR. 9. listopadu z Tábora odchází Rudá armáda, přičemž ve městě vzbudí vášně tyto verše publikované v týdeníku ČSNS Táborské slovo: „Pomoc spojence - Ukrad mi pět krav a čtyři voly, a když viděl, že to tuze bolí, a když viděl bolest velikou, tak mi jednu vrátil, ale s muzikou.“
Svátek práce oslavily strany zvlášť; komunisté od pořádali tábor lidu na Žižkově náměstí, národní socialisté na Masarykově náměstí a sociální demokracie pochod, který vyvrcholil na Tržním náměstí.
Vážného rozporu se táborská politická scéna dočkala 9. května. Na Žižkově náměstí se slavilo první výročí osvobození; ačkoli byl přítomen sovětský generál Baklanov, nehrála se hymna SSSR. To bylo kritizováno na MNV komunisty, stejně jako to, že ve městě nebyly vyvěšeny rudé vlajky; požadovali, aby byl otisknut článek s vysvětlením této „trapné situace“. Předseda MNV Sivera odpověděl, že žádné platné předpisy nenutí město hrát na podobných akcích cizí hymny. Podle vyjádření táborské KSČ by ale hymnu americkou určitě zahrát nechal.
V Táborském slovu byly zveřejněny informace, že mladí členové ČSNS na znamení protestu odcházejí ze Svazu české mládeže a byla též publikována protikomunistická hesla, která šíří; např. „Budujeme svoji práci bez ministra informací“, „Českým školám třikrát běda, když jim vládne rudý děda“ apod.
Celkově byl v Táboře politický život velmi aktivní, národně socialistická a komunistická strana často pořádaly stranické akce a shromáždění. Tábor byl hojně navštěvován vládními funkcionáři. 

## Výsledky voleb
26. května proběhly volby do Ústavodárného národního shromáždění a na základě jejich výsledků pro Tábor byly stranám přiděleny mandáty v Místním národním výboru. Volby celkem jasně vyhráli národní socialisté, za nimi komunisté a již menší počet hlasů získali též sociální demokraté a lidovci. Předsedou MNV zůstal František Sivera (ČSNS), jeho 1. náměstkem se stal Ladislav Doležal (KSČ) a 2. náměstkem Vladimír Apetauer (ČSSD).
|                        |                                             |        |       |       |         |         |
| Strana                 | Strana                                      | Hlasy  | Hlasy | Hlasy | Mandáty | Mandáty |
| Strana                 | Strana                                      | Počet  | %     | ±     | Počet   | ±       |
|                        | Československá strana národně socialistická | 5 070  | 41,2  | +1,0  | 15      | ±0      |
|                        | Komunistická strana Československa          | 4 131  | 33,6  | +24,2 | 12      | +8      |
|                        | Československá sociální demokracie          | 1 630  | 13,3  | +3,4  | 5       | +2      |
|                        | Československá strana lidová                | 1 435  | 11,7  | +2,6  | 4       | +1      |
|                        | Bílé lístky                                 | 30     | 0,2   | –     | –       | –       |
| Neplatné hlasy         | Neplatné hlasy                              | 50     | 0,4   | –     | –       | –       |
| Celkem                 | Celkem                                      | 12 346 | 100   | –     | 36      | –       |
| Voliči v seznamu/účast | Voliči v seznamu/účast                      | 12 614 | 97,9  |       |         |         |
| Zdroj:                 |                                             |        |       |       |         |         |

## Vývoj po volbách
4. července 1946 proběhla 1. schůze MNV, kde bylo zvoleno 14 komisí pro správu města; v nich měla 6 předsedů ČSNS, 5 KSČ a ČSSD s ČSL po třech.
Téhož dne pořádal Svaz přátel USA oslavu amerického Dne nezávislosti. Za přítomnosti pracovníků amerického velvyslanectví přednesl projev předseda MNV Sivera, kde upozornil na válečnou pomoc a demokratické zásady USA.
V dalším období byla nejaktivnější zejména komunistická strana, nicméně národní socialisté nezůstávali příliš pozadu. V prosinci 1946 město navštivil někdejší ministr zemědělství za agrární stranu Ladislav Feierabend a kritizoval zemědělskou politiku komunistů. Do Tábora také zavítala dlouholetá poslankyně ČSNS Fráňa Zemínová. V únoru 1947 rozvířil táborské politické vody spor mezi komunistou Vojtěchem Janovským a někdejším okresním hejtmanem Macháčkem o zatčení funkcionářů KSČ na konci druhé republiky. 20. dubna se v Táboře koná krajský sjezd sociální demokracie. Koncem roku je podepsána dohoda o těsné spolupráci mezi KSČ a ČSSD, ačkoli tyto strany nedrží v MNV většinu.

## Únor 1948
Únorové události roku 1948 se v Táboře naplno projevily 25., kdy byl zastaven táborský deník národně socialistické strany pro protistátní činnost a uzavřeny její sekretariáty. Následujícího dne byl ustaven Místní akční výbor Národní fronty, který bez jakékoli opory v zákoně zprostil funkce předsedu MNV Františka Siveru a všechny členy MNV za ČSNS až na jednoho. V reakci na tyto události rezignoval též náměstek za ČSSD Vladimír Apetauer. Na více než 40 let tak svobodný politický život v Táboře ustal.